# Lear (opera)
Lear är en opera i två akter med musik av Aribert Reimann och text av Claus Henneberg efter Shakespeares drama Kung Lear (1605).

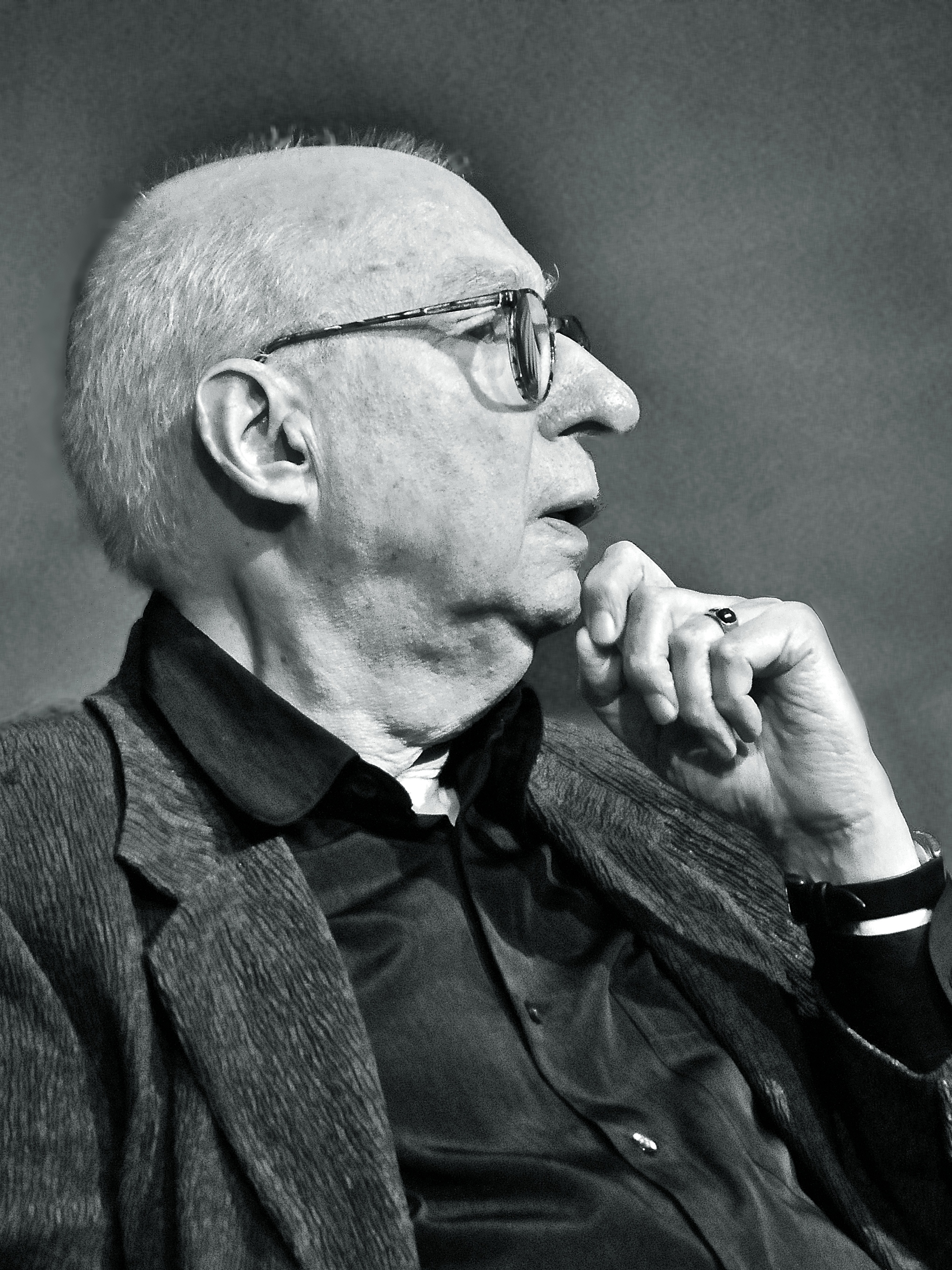
Aribert Reimann

## Historia
Shakespeares drama hade sysselsatt både Berlioz, Verdi (som till och med började förbereda en tonsättning) och Debussy. Lear var ett beställningsverk från Bayerische Staatsoper i München, men idéns upphovsman var barytonsångaren Dietrich Fischer-Dieskau som också sjöng titelpartiet vid den sensationella urpremiären den 9 juli 1978. Svensk premiär den 27 april 2013 på Malmö Opera.
Regans parti kännetecknas av en i hög grad utstuderad vokalstämma som antyder hennes mentala psyke som på gränsen till hysteri. Gonerils breda utgjutelser är mer lömskt kontrollerade. Cordelias musik, den mest helgjutet lyriska, baseras på en tolvtonsserie, vilken omvänt speglar mycket av den musik som förknippas med den likaledes sympatiska Edgar.
Lear är en djupt skakande opera som förenar en högst komplicerad orkestersats med några av 1900-talets mest extrema och våldsamma sånginsatser.

## Personer
- Lear, kung av England (baryton)
- Narren (talroll)

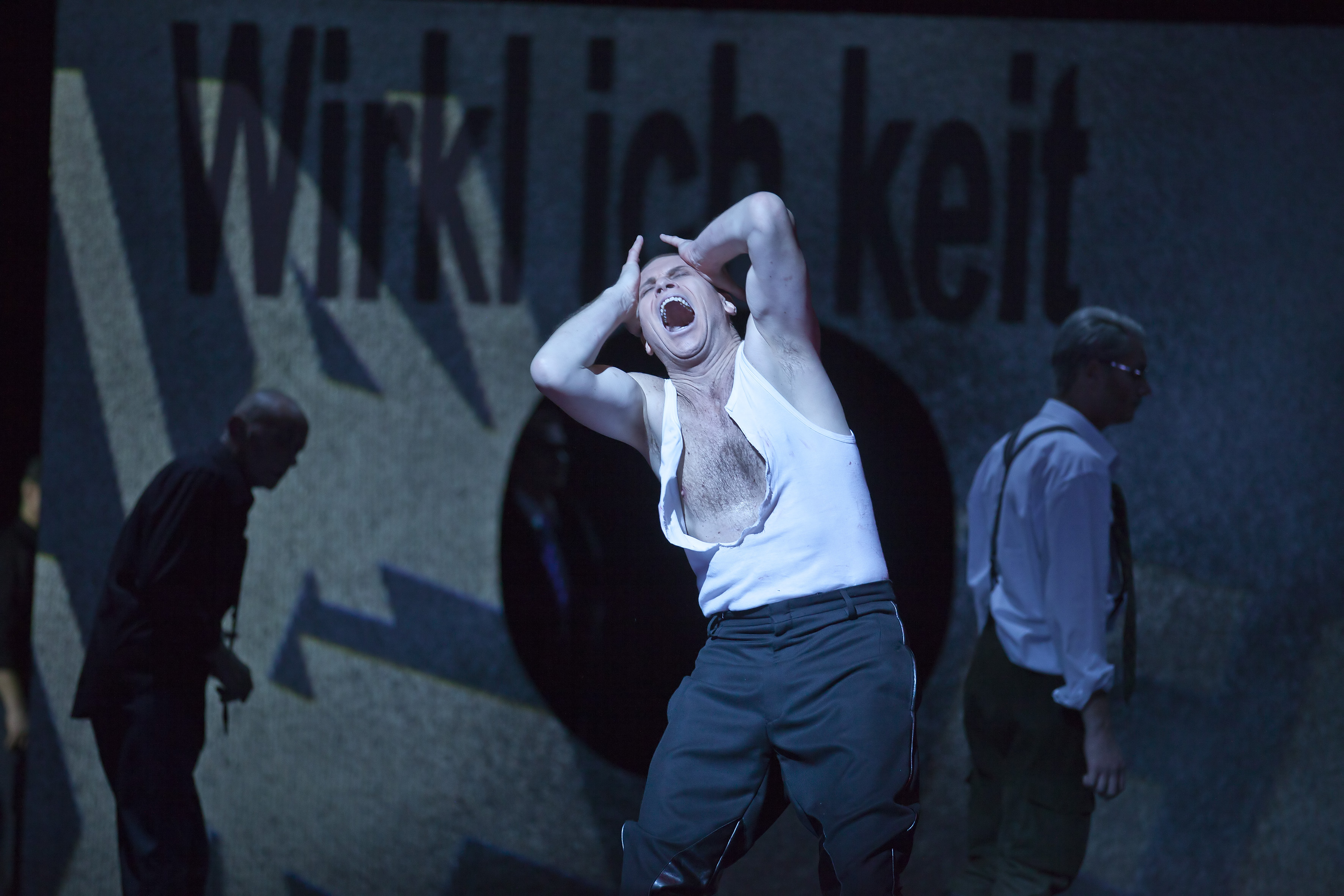
Från en föreställning vid Hamburgs Statsopera 2012: Bo Skovhus som Lear, Erwin Leder som Narren (vänster) och Lauri Vasar som Gloucester (höger).

- Goneril, Lears dotter (dramatisk sopran)
- Regan, Lears dotter (sopran)
- Cordelia, Lears yngsta dotter (sopran)[1]
- Hertigen av Albany, Gonerils make (baryton)
- Hertigen av Cornwall, Regans make (tenor)
- Kungen av Frankrike (basbaryton)
- Hertigen av Gloucester (basbaryton)
- Edgar, son till Gloucester (tenor/countertenor)
- Edmund, oäkta son till Gloucester (tenor)
- Earlen av Kent (tenor)
- Tjänare (tenor)
- Riddare (talroll)
- Tjänare, vakter, soldater, Lears och Gloucesters hov (kör)

## Handling

### Akt I

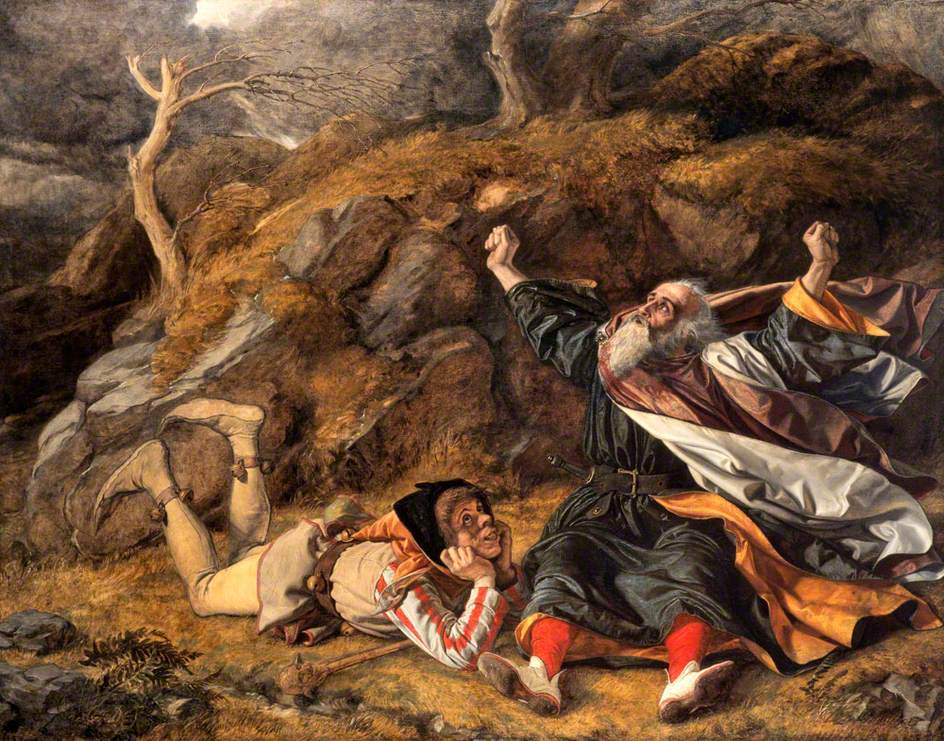
Lear och Narren ute på heden i stormen. Målning av William Dyce 1851.

Den gamle kung Lear abdikerar och planerar att dela sitt rike mellan sina tre döttrar Goneril, Regan och Cordelia, allt beroende på hur mycket de älskar honom. Goneril och Regan ärver allt då den yngsta dottern Cordelia vägrar att övertrumfa sina systrar i onaturliga kärleksbetygelser. Lear förskjuter Cordelia, som är den enda som verkligen älskar honom. Goneril och Regan fördriver sin far och faderns förtrogne narr från palatset och Lear irrar sinnesrubbad omkring ute på heden där han i en våldsam scen går till storms mot elementen. Han hittas av earlen av Kent som landsförvisats tillsammans med Cordelia men återvänt under ett annat namn. Earlen för Lear till en koja där han träffar Edgar, som har gjorts arvlös av sin far, hertigen av Gloucester. Edgar för Lear till Dover där den franska hären är samlad för att gå i krig mot Regans och Gonerils styrkor. 

### Akt II
Regan låter sticka ut ögonen på Gloucester utan att hans styvson Edmund, som han har skänkt allt, gör något för att förhindra det, men Edgar för sin blinde far ut till klipporna vid Dover. Där försöker han kasta sig ut men hålls tillbaka. Lear förs till Cordelia som vistas i den franska lägret, men då fransmännen besegras i slaget låter Edmund mörda Cordelia. Lear blir inspärrad. Goneril förgiftar Regan, och när Edgar dödar Edmund tar även hon sitt liv. Lear dör vid Cordelias lik.